# 찌빈롱응
찌빈롱응(베트남어: Trị Bình Long Ứng / 治平龍應 치평용응 / 1205년 3월 ~ 1211년 1월)은 베트남 리 왕조(李朝) 고종(高宗) 리롱깐(李龍𣉙)의 네번째 연호이다.

## 개원
- 티엔자바오흐우(天嘉寶祐) 4년(1205년) 3월에 연호를 찌빈롱응(治平龍應)으로 개원함.[1][2][3]

- 찌빈롱응(治平龍應) 7년(1211년) 1월에 연호를 끼엔자(建嘉)로 개원함.[1][2][4]

## 연대 대조표
| 찌빈롱응   | 원년       | 2년        | 3년        | 4년        | 5년        | 6년        | (7년)      |
| 서기(西紀) | 1205년     | 1206년     | 1207년     | 1208년     | 1209년     | 1210년     | 1211년     |
| 간지(干支) | 을축(乙丑) | 병인(丙寅) | 정묘(丁卯) | 무진(戊辰) | 기사(己巳) | 경오(庚午) | 신미(辛未) |

## 동시대 연호

### 중국
남송(南宋)
- 개희(開禧) (1205년 ~ 1207년)
- 가정(嘉定) (1208년 ~ 1224년)

금(金)
- 태화(泰和) (1201년 ~ 1209년)
- 대안(大安) (1209년 ~ 1211년)

서하(西夏)
- 천경(天慶) (1194년 ~ 1206년)
- 응천(應天) (1206년 ~ 1209년)
- 황건(皇建) (1210년 ~ 1211년)

대리국(大理國)
- 천개(天開) (1205년 ~ 1225년)

서요(西遼)
- 천희(天禧) (1177년 ~ 1211년)

### 일본
- 겐큐(元久) (1204년 ~ 1206년)
- 겐에이(建永) (1206년 ~ 1207년)
- 조겐(承元) (1207년 ~ 1211년)